# Prince Albert (circonscription fédérale)
Pour les articles homonymes, voir Prince Albert.
Circonscription électorale fédérale du Canada
Prince Albert est une circonscription électorale fédérale canadienne dans la province de la Saskatchewan. La circonscription fut initialement créée en 1907 à partir des circonscriptions de Humboldt, Mackenzie et Saskatchewan. En 1987, la circonscription fut abolie et dispersée parmi Prince Albert—Churchill River, Saskatoon—Humboldt et The Battlefords—Meadows Lake. La circonscription réapparut en 1996.

## Géographie
Prince Albert se trouve au nord-est de Saskatoon, en général sur la rive sud de la rivière Saskatchewan; la ville la plus importante est Prince Albert. Les circonscriptions limitrophes sont Sentier Carlton—Eagle Creek, Desnethé—Missinippi—Rivière Churchill et Yorkton—Melville.

### Frontières historiques

1905
1914
1924
1933
1947
1952
1966
1976
1987, Prince Albert—Churchill River
1996
2003
2013
2023

## Députés élus
| Législature | Années                                                     | Député                                                     | Député                                                     | Parti politique                                            |
| Prince Albert Issue de Humboldt, Mackenzie et Saskatchewan                                                           | Prince Albert Issue de Humboldt, Mackenzie et Saskatchewan | Prince Albert Issue de Humboldt, Mackenzie et Saskatchewan | Prince Albert Issue de Humboldt, Mackenzie et Saskatchewan | Prince Albert Issue de Humboldt, Mackenzie et Saskatchewan |
| --- | ---------------------------------------------------------- | ---------------------------------------------------------- | ---------------------------------------------------------- | ---------------------------------------------------------- |
| 11e | 1908-1911                                                  |                                                            | William Winfield Rutan (en)                                | Libéral                                                    |
| 12e | 1911-1914                                                  |                                                            | James MacKay                                               | Conservateur                                               |
| 12e | 1915-1917                                                  |                                                            | Samuel James Donaldson (en)                                | Conservateur                                               |
| 13e | 1917-1920                                                  |                                                            | Andrew Knox (en)                                           | Unioniste                                                  |
| 13e | 1920-1921                                                  |                                                            | Andrew Knox (en)                                           | Progressiste                                               |
| 14e | 1921-1925                                                  |                                                            | Andrew Knox (en)                                           | Progressiste                                               |
| 15e | 1925-1926                                                  |                                                            | Charles McDonald (en)                                      | Libéral                                                    |
| 16e | 1926-1930                                                  |                                                            | William Lyon Mackenzie King                                | Libéral                                                    |
| 17e | 1930-1935                                                  |                                                            | William Lyon Mackenzie King                                | Libéral                                                    |
| 18e | 1935-1940                                                  |                                                            | William Lyon Mackenzie King                                | Libéral                                                    |
| 19e | 1940-1945                                                  |                                                            | William Lyon Mackenzie King                                | Libéral                                                    |
| 20e | 1945-1949                                                  |                                                            | Edward LeRoy Bowerman (en)                                 | Social-démocratique                                        |
| 21e | 1949-1953                                                  |                                                            | Francis Helme (en)                                         | Libéral                                                    |
| 22e | 1953-1957                                                  |                                                            | John Diefenbaker                                           | Progressiste-conservateur                                  |
| 23e | 1957-1958                                                  |                                                            | John Diefenbaker                                           | Progressiste-conservateur                                  |
| 24e | 1958-1962                                                  |                                                            | John Diefenbaker                                           | Progressiste-conservateur                                  |
| 25e | 1962-1963                                                  |                                                            | John Diefenbaker                                           | Progressiste-conservateur                                  |
| 26e | 1963-1965                                                  |                                                            | John Diefenbaker                                           | Progressiste-conservateur                                  |
| 27e | 1965-1968                                                  |                                                            | John Diefenbaker                                           | Progressiste-conservateur                                  |
| 28e | 1968-1972                                                  |                                                            | John Diefenbaker                                           | Progressiste-conservateur                                  |
| 29e | 1972-1974                                                  |                                                            | John Diefenbaker                                           | Progressiste-conservateur                                  |
| 30e | 1974-1979                                                  |                                                            | John Diefenbaker                                           | Progressiste-conservateur                                  |
| 31e | 1979                                                       |                                                            | John Diefenbaker                                           | Progressiste-conservateur                                  |
| 31e | 1979-1980                                                  |                                                            | Stanley Hovdebo (en)                                       | Néo-démocratique                                           |
| 32e | 1980-1984                                                  |                                                            | Stanley Hovdebo (en)                                       | Néo-démocratique                                           |
| 33e | 1984-1988                                                  |                                                            | Stanley Hovdebo (en)                                       | Néo-démocratique                                           |
| Circonscription rédistribuée voir : Prince Albert—Churchill River, Saskatoon—Humboldt et The Battlefords—Meadow Lake |                                                            |                                                            |                                                            |                                                            |
| Circonscription recréée voir : Prince Albert—Churchill River, Mackenzie et Saskatoon—Humboldt                        |                                                            |                                                            |                                                            |                                                            |
| 36e | 1997-2000                                                  |                                                            | Derrek Konrad (en)                                         | Parti Réformiste                                           |
| 36e | 2000                                                       |                                                            | Derrek Konrad (en)                                         | Alliance canadienne                                        |
| 37e | 2000-2003                                                  |                                                            | Brian Fitzpatrick                                          | Alliance canadienne                                        |
| 37e | 2003-2004                                                  |                                                            | Brian Fitzpatrick                                          | Parti conservateur                                         |
| 38e | 2004-2006                                                  |                                                            | Brian Fitzpatrick                                          | Parti conservateur                                         |
| 39e | 2006-2008                                                  |                                                            | Brian Fitzpatrick                                          | Parti conservateur                                         |
| 40e | 2008-2011                                                  |                                                            | Randy Hoback                                               | Parti conservateur                                         |
| 41e | 2011-2015                                                  |                                                            | Randy Hoback                                               | Parti conservateur                                         |
| 42e | 2015-2019                                                  |                                                            | Randy Hoback                                               | Parti conservateur                                         |
| 43e | 2019–2021                                                  |                                                            | Randy Hoback                                               | Parti conservateur                                         |
| 44e | 2021–2025                                                  |                                                            | Randy Hoback                                               | Parti conservateur                                         |
| 45e | 2025–en cours                                              |                                                            | Randy Hoback                                               | Parti conservateur                                         |

## Résultats électoraux
|       | Candidat               | Parti        | # de voix | % des voix |
|       | (sortant) Randy Hoback | Conservateur | +19 673,  | 49,79 %    |
|       | Gordon Kirkby          | Libéral      | +07 832,  | 19,82 %    |
|       | Lon Borgerson          | NPD          | +11 244,  | 28,46 %    |
|       | Byron Tenkink          | Vert         | +00761,   | 1,93 %     |
| Total | Total                  | Total        | 39 510    | 100 %      |

|       | Candidat             | Parti             | # de voix | % des voix |
|       | (x) Randy Hoback     | Conservateur      | +19 214,  | 62,17 %    |
|       | Ron Wassill          | Libéral           | +01 070,  | 3,46 %     |
|       | Valerie Mushinski    | NPD               | +09 841,  | 31,84 %    |
|       | Myk Brazier          | Vert              | +00666,   | 2,15 %     |
|       | Craig Leonard Batley | Action canadienne | +00116,   | 0,38 %     |
| Total | Total                | Total             | 30 907    | 100 %      |

|       | Candidat          | Parti             | # de voix | % des voix |
|       | Randy Hoback      | Conservateur      | +16 541,  | 56,33 %    |
|       | Lou Doderai       | Libéral           | +02 289,  | 7,8 %      |
|       | Valerie Mushinski | NPD               | +08 950,  | 30,48 %    |
|       | Amanda Smytaniuk  | Vert              | +01 413,  | 4,81 %     |
|       | Craig Batley      | Action canadienne | +00169,   | 0,58 %     |
| Total | Total             | Total             | 29 362    | 100 %      |